# Mondo Bizarro
Pour l’article homonyme, voir Mondo Bizarro (Rennes).
Albums de Ramones
Brain Drain
(1989) Acid Eaters
(1993)
Mondo Bizarro est le douzième album des Ramones.

## Historique
Cet album est le premier auquel participe C.J. Ramone.
La chanson Censorshit a été écrite par Joey Ramone sur la Parents Music Resource Center.

## Parution et réception
L'album a obtenu la 190e place du Billboard alors que le single Poison Heart a obtenu la 6e place.

## Liste des pistes
1. Censorshit (Joey Ramone) – 3:13
2. The Job That Ate My Brain (Marky Ramone/Skinny Bones) – 2:17
3. Poison Heart (Dee Dee Ramone/Daniel Rey) – 4:04
4. Anxiety (Marky Ramone/Skinny Bones) – 2:04
5. Strength to Endure (Dee Dee Ramone/Daniel Rey) – 2:59
6. It’s Gonna Be Alright (Joey Ramone/Andy Shernoff) – 3:20
7. Take It as It Comes (Jim Morrison/John Densmore/Robby Krieger/Ray Manzarek) – 2:07
8. Main Man (Dee Dee Ramone/Daniel Rey) – 3:29
9. Tomorrow She Goes Away (Joey Ramone/Daniel Rey) – 2:41
10. I Won’t Let It Happen (Joey Ramone/Andy Shernoff) – 2:22
11. Cabbies on Crack (Joey Ramone) – 3:01
12. Heidi Is a Headcase (Joey Ramone/Daniel Rey) – 2:57
13. Touring (Joey Ramone) – 2:51
14. Spider-man (Bonus Track de la version éditée chez " Captain Oi!") - 1:58